# Yenagoa
Yenagoa è una delle aree a governo locale (local government areas) in cui è suddiviso lo Stato di Bayelsa, nella Repubblica Federale della Nigeria.
Si estende su una superficie di 1.698 km² e conta una popolazione di 266.008 abitanti.
1. 1 2   Repubblica federale della Nigeria. Censimento della popolazione 2006 (PDF), su nigerianstat.gov.ng. URL consultato il 26 maggio 2016 (archiviato dall'url originale il 24 luglio 2011).